# 小里貞利
小里 貞利（おざと さだとし、1930年〈昭和5年〉8月17日 - 2016年〈平成28年〉12月14日）は、日本の政治家。位階は正三位。
衆議院議員（9期）、自由民主党総務会長（第41代）、自由民主党国会対策委員長（第39代）、労働大臣（第55代）、北海道開発庁長官（第61代）・沖縄開発庁長官（第30代）、阪神・淡路大震災復興対策担当大臣（初代）、総務庁長官（第21代）、中央省庁改革等担当大臣（第3代）、宏池会会長、鹿児島県議会議員（6期）を歴任した。国政進出以来一貫して整備新幹線事業に携わり、「ミスター新幹線」の異名を取った。
長男は元衆議院議員で元農林水産大臣の小里泰弘。

## 来歴・人物
鹿児島県霧島町（現霧島市）出身。旧制鹿児島県立加治木中学校から学制改革によって鹿児島県加治木高等学校となった同校を1949年（昭和24年）に卒業。地域の復興のため青年団活動に尽力し、1954年（昭和29年）と1955年（昭和30年）には鹿児島県青年団協議会会長を務める。
1959年（昭和34年）、鹿児島県議会議員選挙に立候補し、初当選。以後6回連続当選を果たし、1975年（昭和50年）からは県議会議長も務め1979年には全国都道府県議会議長会会長に就任。1979年（昭和54年）の6選後間もなく県議を辞職。第35回衆議院議員総選挙に旧鹿児島2区から自由民主党公認で立候補し、当選した。宏池会に所属し、宮澤喜一らに代表される官僚出身者が多い同派にあっては数少ない党人派であり、長らく田中六助に師事。その後は加藤紘一を支えた。1990年（平成2年）第2次海部改造内閣で労働大臣に就任し、初入閣を果たした。1991年（平成3年）に自由民主党の副幹事長に就任した。
1994年（平成6年）自由民主党総裁河野洋平の下で自由民主党国会対策委員長に就任。羽田内閣で閣外協力に転じた日本社会党の委員長村山富市、同党国会対策委員長の野坂浩賢らと、自民党幹事長森喜朗と共に水面下で接触し、自社さ連立政権樹立に向け、交渉を進めた。村山内閣では北海道開発庁長官兼沖縄開発庁長官に就任し、2度目の入閣を果たした。1995年（平成7年）阪神・淡路大震災の発生を受け、同年1月20日、閣内異動により北海道開発庁長官兼沖縄開発庁長官の職を離れて専任の阪神・淡路大震災復興対策担当に就任。復旧・復興の陣頭指揮にあたった。
1996年（平成8年）衆議院予算委員会筆頭理事に就任。住専国会で、第1次橋本内閣を追及する新進党との激しい攻防戦を展開。新進党側の理事である小沢辰男、森本晃司らの抵抗に屈することなく採決させるなど、住専法案の成立に尽力。
2000年（平成12年）総裁森喜朗の下で自由民主党総務会長に就任。加藤の乱に際しては加藤紘一、山崎拓に内閣不信任決議案に賛成投票をせず、本会議欠席に留めるよう説得。その裏で、幹事長野中広務と交渉し、本会議を欠席した議員に対し除名などの処分を行わないことを約束させる。加藤、山崎による第2次森内閣倒閣運動は結果的には不発に終わったものの、党役員人事で小里は総務会長を離任。加藤の乱を契機に堀内光雄ら加藤派の反加藤グループが離脱して、少数派閥に転落した加藤派に残留。
2001年（平成13年）春の叙勲で勲一等旭日大綬章受章。
2002年（平成14年）に加藤紘一が議員辞職したため、派を預かり小里派会長に就任。
2005年（平成17年）の第44回衆議院議員総選挙には立候補せず、政界を引退した。引退後は自民党整備新幹線等鉄道調査会参与を務める。
2007年（平成19年）5月、福井市内で開かれた「福井県新幹線促進大会」に招かれ、北陸新幹線の福井県内延伸の見通しについて特別講演を行った。同年10月、九州新幹線開業における小里の業績を顕彰する「小里貞利先生胸像」が鹿児島中央駅構内に建てられた（碑文は小泉純一郎。小里を「ミスター新幹線」と賞賛する内容）。
2016年12月14日、肝不全のため鹿児島市内の病院で死去、86歳没。死没日をもって正三位に叙される。

## エピソード
趣味はオートバイで、自らの公式サイトにも愛車のハーレーダビッドソンでツーリングする写真を掲載するほどである。
1997年（平成9年）9月に、ロッキード事件で有罪判決が確定していた佐藤孝行が第2次橋本改造内閣発足後間もなく総務庁長官を辞任した際、内閣総理大臣の橋本龍太郎から後任に指名されたが、その時、当の小里は熊本県下をバイクでツーリング中だったという。橋本からの入閣要請を受けた小里の秘書はすぐに携帯電話で小里に向けて橋本からの入閣要請の連絡を行ったところ、小里は自分の携帯電話の電波の受信状態が良くなかったことで話を聞き取れず、やむなく公衆電話を探して東京の議員会館事務所に連絡を取り、ことの次第を知るとすぐ熊本空港に向かい、自分のバイクは知人に預けたままツーリング用スタイルで東京国際空港（羽田）行の航空便に搭乗し、羽田で待ち構えていた秘書から背広服を受け取って急ぎ着替えて総理大臣官邸へ向かったという一幕があった。この件に関しては国会の審議で自ら事情を明らかにした。
小里は交通事情を改善することで地方と東京との経済格差を改善するという思いを持って中央政界へ進出し、地元の鹿児島へ向けた九州新幹線など整備新幹線に携わってきたことから、「ミスター新幹線」との異名を持っていた。
小里は郷里鹿児島の大物政治家であり、何かと張り合う関係にあった二階堂進（自由民主党副総裁）と山中貞則（防衛庁長官）との間で緩衝材的役割を担っていた。二階堂と山中が健在だった当時は小里と3人で霧島神社に正月参拝するのが恒例行事であった、二階堂・山中の両者とも「小里が入るんだったら構わない」とこれを受け入れてくれたという。